# Cereja da Cova da Beira
A Cereja da Cova da Beira IGP é um produto de origem portuguesa com Indicação Geográfica Protegida pela União Europeia (UE) desde 21 de junho de 1996.
A Cereja da Cova da Beira é uma das espécies fruteiras de maior peso na economia agrícola regional. É o ex-líbris da Cova da Beira, sendo-lhe já atribuída a designação de "ouro vemelho". A plantação de cerejeiras começou nos finais do séc. XIX, mas o seu desenvolvimento económico deu-se apenas a partir de 1950. Trata-se de um fruto proveniente de diversas variedades de cerejeira tradicionalmente cultivadas entre as Serras da Gardunha, Estrela e Malcata. É representada, essencialmente, pelas cerejeiras das variedades
regionais "Saco da Cova da Beira", "Roxa", "Napoleão Pé Comprido", "Espanhola" e "B. Burlat", "Bing", "Van" e "Hedelfingen". A sua produção corresponde a uma área geográfica de
aproximadamente 1374 km2, na qual se incluem os concelhos do Fundão, Covilhã e Belmonte. Aqui os solos têm características específicas e as condições proporcionadas pela altitude, pela exposição solar e pelo clima são ímpares. De uma maneira geral, esta cereja possui uma consistência firme, é carnuda e doce. A sua coloração vai do vermelho vivo ao vermelho-púrpura podendo, algumas espécies, variar do vermelho ao alaranjado.

## Área de produção
A sua produção corresponde a uma área geográfica de aproximadamente 1374 km2, na qual se incluem todas as freguesias dos concelhos do Fundão, Covilhã e Belmonte. 

## Agrupamento gestor
O agrupamento gestor da indicação geográfica protegida "Cereja da Cova da Beira" é a Cooperativa Agrícola de Fruticultores da Cova da Beira, C.R.L.